# Melissodes limbus
Melissodes limbus är en biart som beskrevs av Laberge 1961. Melissodes limbus ingår i släktet Melissodes och familjen långtungebin. Inga underarter finns listade i Catalogue of Life.